# Montjoie-Saint-Martin
Montjoie-Saint-Martin ist eine französische Gemeinde mit 250 Einwohnern (Stand: 1. Januar 2022) im Département Manche in der Region Normandie. Sie gehört zum Kanton Saint-Hilaire-du-Harcouët und zum Arrondissement Avranches. 
Sie grenzt im Nordwesten an Saint-Senier-de-Beuvron, im Nordosten an Saint-Aubin-de-Terregatte, im Osten an Saint-Georges-de-Reintembault, im Süden an Le Ferré und im Westen an Saint-James.

## Bevölkerungsentwicklung
| Jahr      | 1962 | 1968 | 1975 | 1982 | 1990 | 1999 | 2008 | 2018 |
| --------- | ---- | ---- | ---- | ---- | ---- | ---- | ---- | ---- |
| Einwohner | 339  | 322  | 288  | 285  | 268  | 263  | 274  | 237  |

## Sehenswürdigkeiten
- Britisch-amerikanischer Militärfriedhof mit der Kapelle Saint-James
- Kirche Saint-Martin

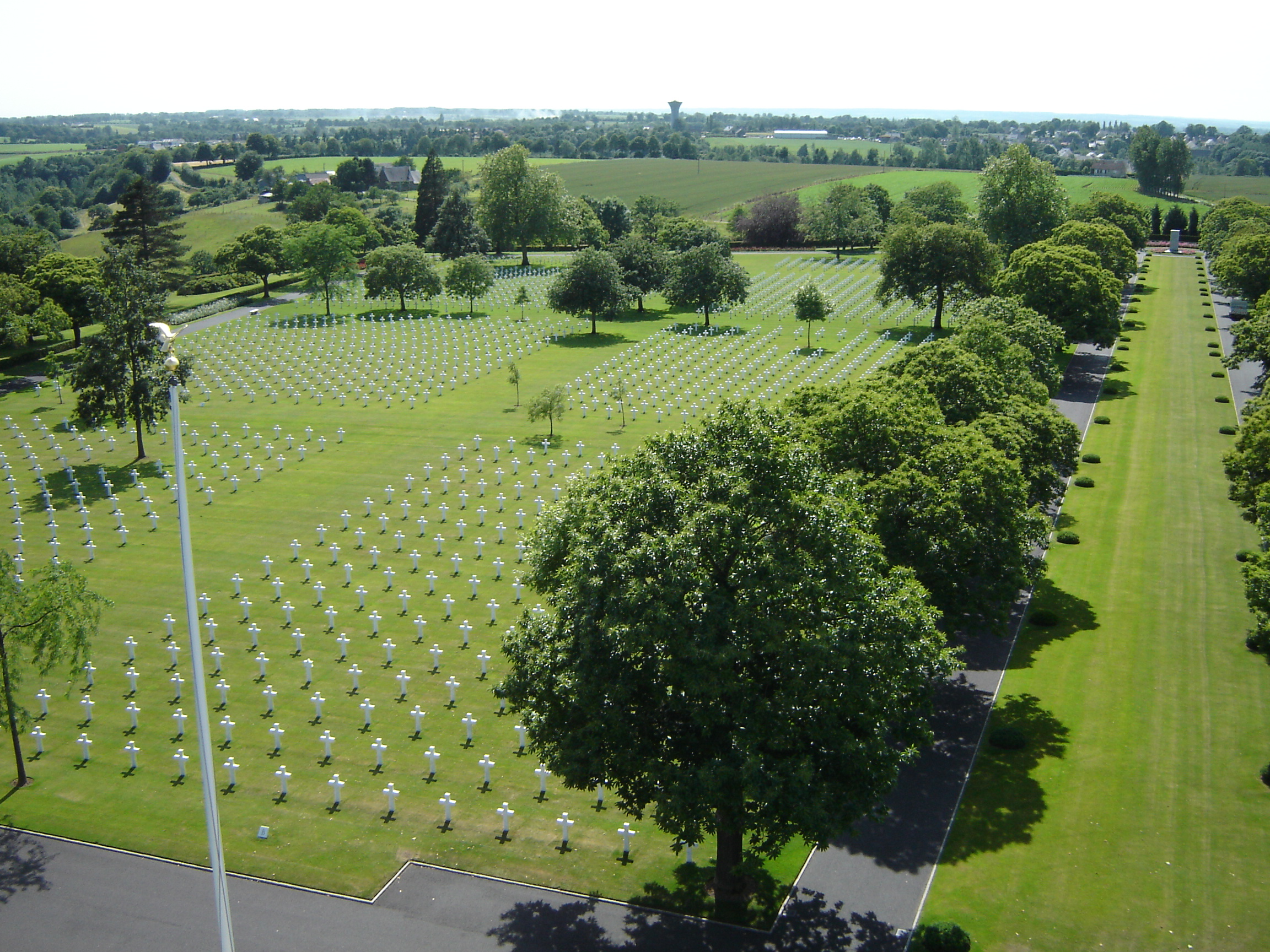
Angloamerikanischer Militärfriedhof
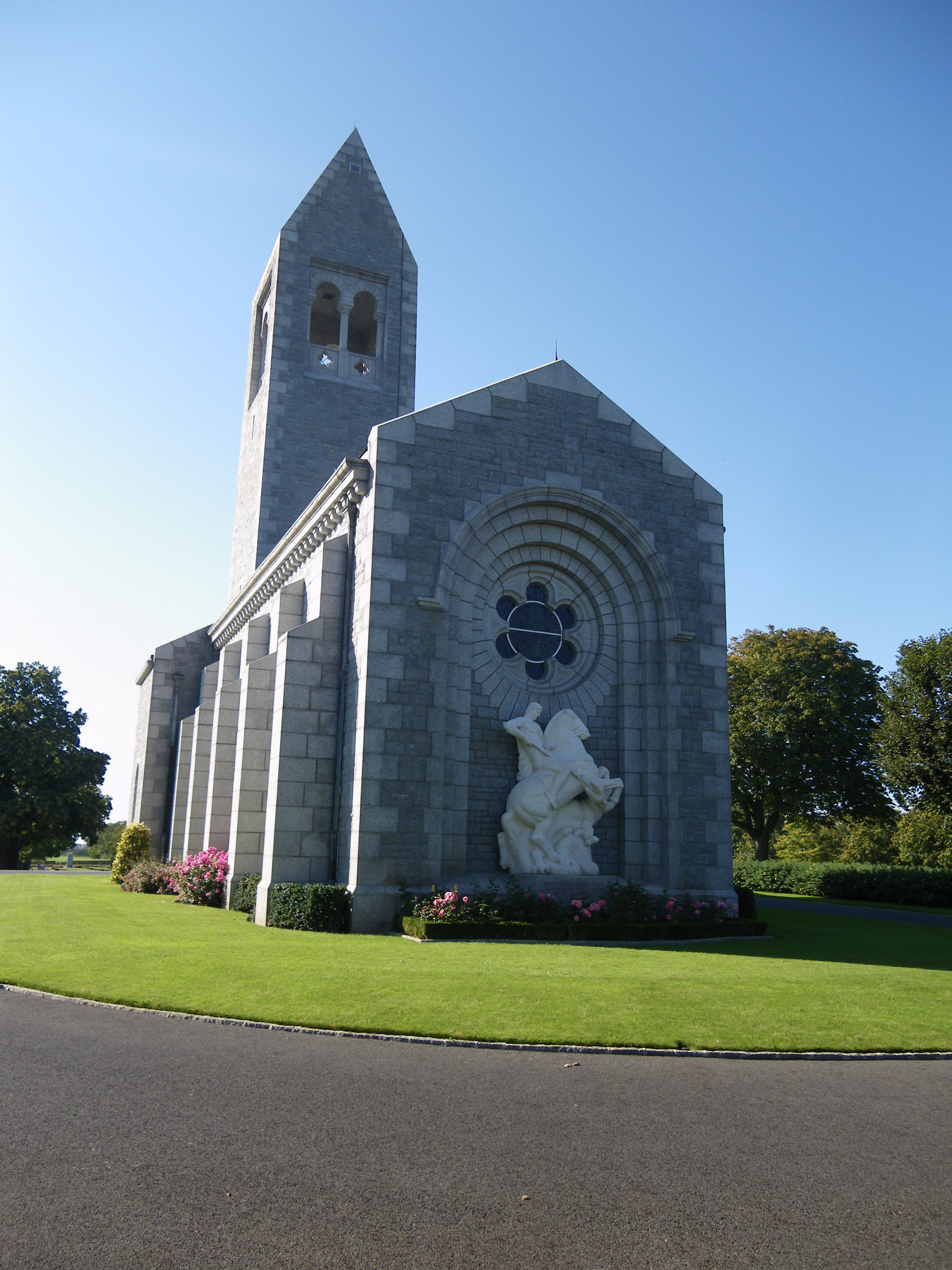
Kapelle Saint-James am Militärfriedhof
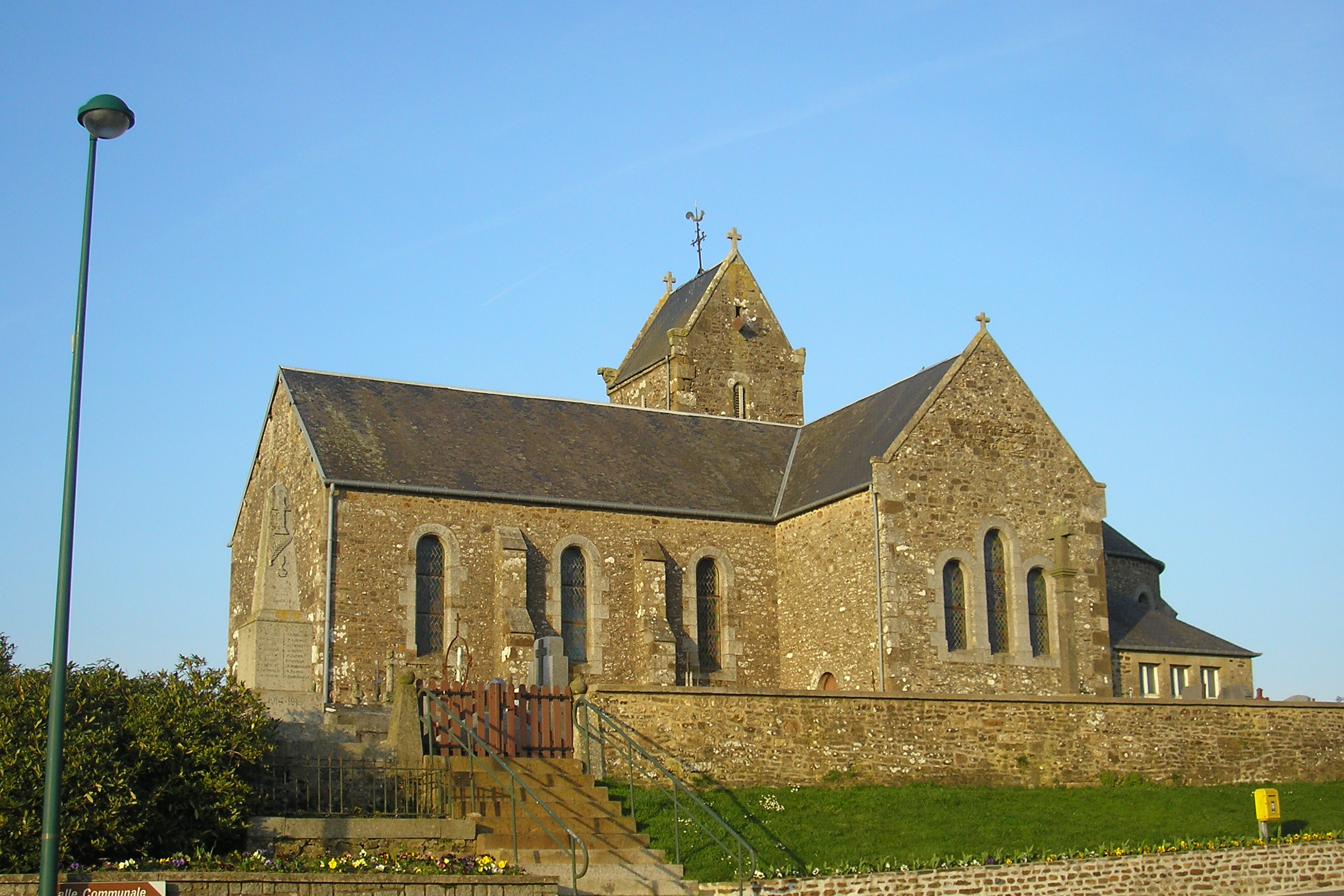
Kirche Saint-Martin